# Emmy Beckmann
Emmy Dora Caroline Beckmann (Wandsbeck, 12 de abril de 1880-Hamburgo, 24 de diciembre de 1967) fue una pedagoga y política alemana.

## Biografía

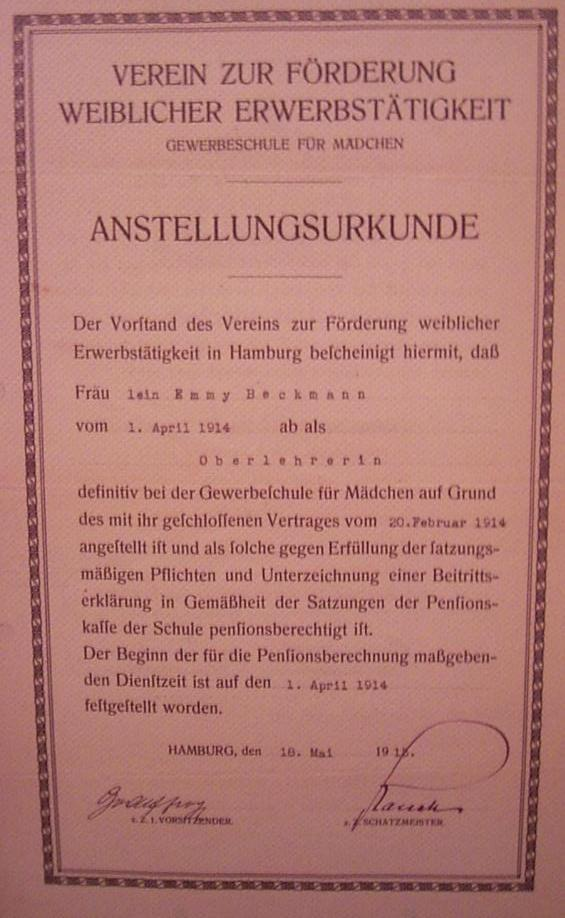
Certificado de Emmy Beckmann en la Escuela profesional de señoritas

Al igual que muchas otras personas con ideas demócratas en la República de Weimar, fue despedida de sus cargos por los nazis en 1933. El motivo oficial fue "falta de fiabilidad nacional". Durante el nacionalsocialismo permaneció retirada con su hermana gemela Hanna, y para 1945 Heinrich Landahl la nombró superintendente de educación superior. Ambos jugaron un papel importante en la reconstrucción del sistema escolar de Hamburgo.
Emmy Beckmann luchó toda su vida para fortalecer los intereses de la mujer. Ya en 1915 fue miembro fundadora de las asociaciones de mujeres de Hamburgo, y en 1946 fue una de las fundadores del Deutscher Frauenring en la misma ciudad. A principios de 1948, se inició el restablecimiento de la Federación de Mujeres Universitarias de Hamburgo, al que ya había pertenecido en el período de Weimar.
Luego de su muerte en 1967 fue enterrada en el cementerio de Ohlsdorf. La lápida común para ella y su hermana se encuentra desde entonces en el jardín de las mujeres.

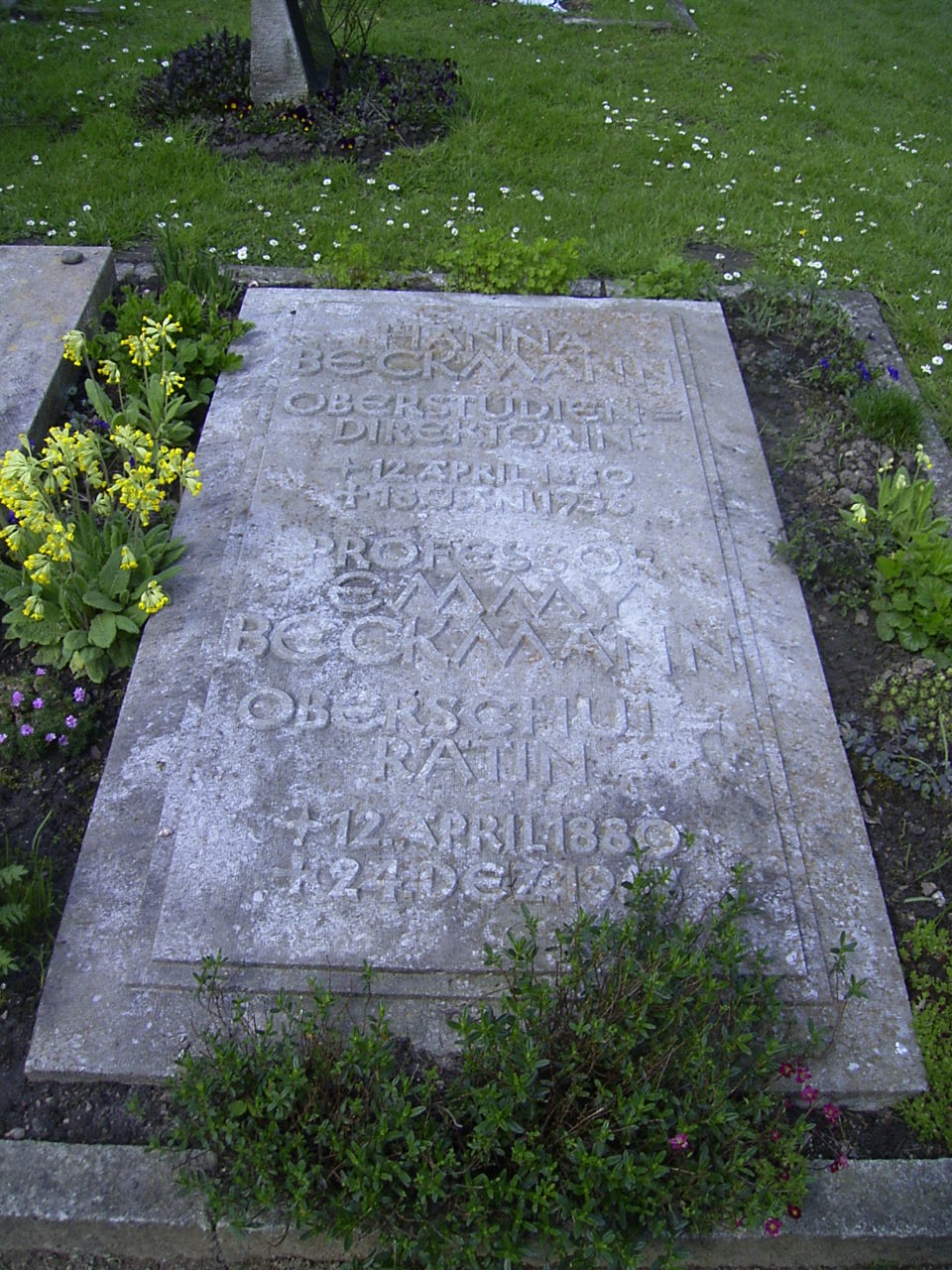
Lápida de Hanna y Emmy Beckmann en el jardín de las mujeres del cementerio de Ohlsdorf.

## Partido
Durante la república de Weimar Emmy Beckmann perteneció desde 1930 al Partido Democrático Alemán . En 1945 participó en la fundación del Partido de los demócratas libres, que más tarde se convirtió en el Partido Democrático Libre de Hamburgo. Beckmann pertenecía al ala izquierda del partido junto a Hans Harder Biermann Ratjen, Harald Abatz, Max Dibbern, Anton Leser y Lieselotte Anders entre otros firmantes de la convocatoria de Edgar Engelhards para la concentración liberal del 20 de enero de 1951, en contra de los planes de las asociaciones nacionales de Renania del Norte-Westfalia Hesse y Baja Sajonia tendientes a convertir el FDP en un partido de concertación nacional.

## Diputada
Entre 1921 y 1933 y desde 1949 hasta 1957 Beckmann fue miembro del Parlamento de Hamburgo. En los debates sobre la nueva constitución de Hamburgo propuso sin éxito incluir en el artículo 33 la frase "El Senado debe pertenecer a las mujeres" . Después de la elección estatal de 1953, fue nominada para un escaño de senadora por organizaciones de mujeres de Hamburgo junto a Emilie Kiep-Altenloh. En 1957 fue reelegida al parlamento, pero renunció al mandato por razones de edad. Enfocó su trabajo parlamentario en la política educativa.
En las primeras elecciones generales en 1949 se presentó en el tercer lugar de las listas del FDP para el parlamento federal detrás de Hermann Schäfer y Willy Max Rademacher, pero no resultó elegida. En la primera Asamblea Federal de Alemania Beckmann participó como uno de los representantes de Hamburgo.

## Reconocimientos
En 1953 fue galardonada con la Orden del Mérito de la República Federal de Alemania. En 1957 le otorgaron el título de profesor del Senado. Además, en 1961 recibió la primera medalla de la mujer otorgada por la alcaídia de Hamburgo. Su persona y su obra se conmemoran en el jardín de las mujeres en el cementerio de Ohlsdorf. En 1980 se nombró en su honor la calle Emmy-Beckmann en Niendorf. 